# Golf von Papua

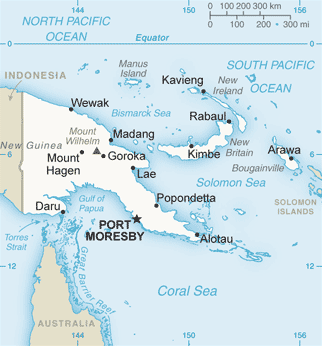
Lage des Golfs westlich von Port Moresby

Der Golf von Papua oder Papua-Golf (engl. Gulf of Papua) ist ein 400 km breites Meeresgebiet an der Südküste Papua-Neuguineas. Er liegt im Nordwesten des Korallenmeeres (engl. Coral Sea), eines Nebenmeeres des Pazifischen Ozeans. Er grenzt an die Western Province, die Gulf-Provinz und die Central Province. Die Hauptstadt Port Moresby liegt 70 km südöstlich von Kap Suckling, dem östlichsten Punkt des Golfs von Papua. Das westliche Ende wird markiert durch Parama Island, dem südwestlichsten Punkt des Fly River-Deltas. Die Verbindungslinie der beiden Punkte gilt als Südgrenze des Golfs. Diese Abgrenzung schließt ein Meeresgebiet mit einer Größe von etwa 35.000 km² ein.
Einige der größten Flüsse Neuguineas münden in den Golf von Papua, wie der Fly, der Turama, der Kikori und der Purari.
Koordinaten: 9° 0′ 0″ S, 145° 0′ 0″ O